# گروه گیتانجالی
گروه گیتانجالی (انگلیسی: Gitanjali Group) شرکت کالای لوکس هندی است، که در سال ۱۹۶۶ تأسیس شد.